# Zambias kvindefodboldlandshold
Zambias fodboldlandshold for kvinder repræsenterer landet i internationale turneringer.

## VM 2023
Zambia kvalificerede sig til VM ifodbold for kvinder 2023, deres første gang ved en VM-slutrunde. Ved at nå semifinalerne i Africa Cup of Nations 2022 sikrede holdet sig kvalifikation. Holdet var i gruppe C sammen med  Spanien, Japan og Costa Rica.
De fik deres VM-debut den 22. juli 2023 og tabte 5 - 0 til Japan.